# Campsis grandiflora
Espèce
Synonymes
- Bignonia chinensis			Lam.
- Bignonia grandiflora 		Thunb.
- Campsis adrepens 			Lour.
- Campsis chinensis 			(Lam.) Voss
- Gelseminum grandiflorum 		(Thunb.) Kuntze
- Incarvillea chinensis 		Spreng. ex DC.
- Tecoma chinensis 			(Lam.) K.Koch
- Tecoma grandiflora 			(Thunb.) Loisel.
- Tecoma sinensis 			    Spach
- Tecoma thunbergii 			Van Houtte

Classification phylogénétique
Campsis grandiflora, ou bignone à grandes fleurs, parfois appelée bignone de Chine (en raison de son ancien nom Bignonia grandiflora), est une espèce de plantes à fleurs de la famille des bignoniacées. C'est une liane originaire du Japon et de Chine.

## Description
C'est une plante grimpante vigoureuse.
Les feuilles sont caduques de 20 à 30 cm de long sont pennées, vert moyen à foncé, composées de 7 à 9 folioles ovales.
Les fleurs s'épanouissent de juillet à octobre, sur les rameaux de l'année. Les inflorescences sont constituées de bouquets terminaux (cymes) composées de 6 à 12 fleurs rouges ou orange en entonnoir large aux lobes étalés. Les racines sont aériennes.
Cette espèce est proche de Campsis radicans, la Trompette de Virginie, avec laquelle elle s'hybride, et s'en distingue surtout par une corolle plus courte et plus ouverte.

## Culture
Campsis grandiflora est  rustique (Zone USDA 8a jusqu'à -10 °C ) mais doit être plantée en plein soleil et à l'abri du vent. Cette espèce est tolérante sur les sols et supporte des périodes de sécheresse une fois en place.
On peut aussi greffer l'espèce sur du catalpa.